# Diocesi di Biella

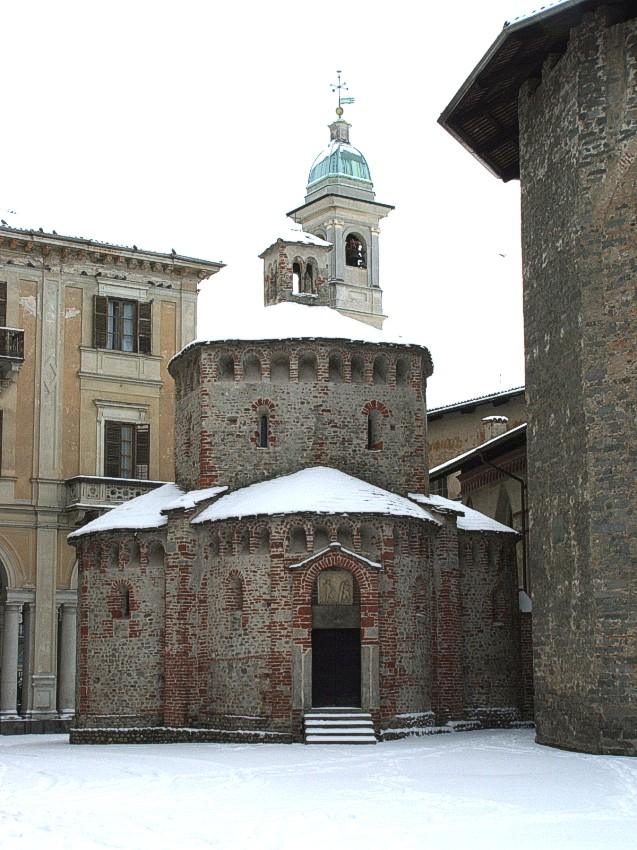
Il battistero

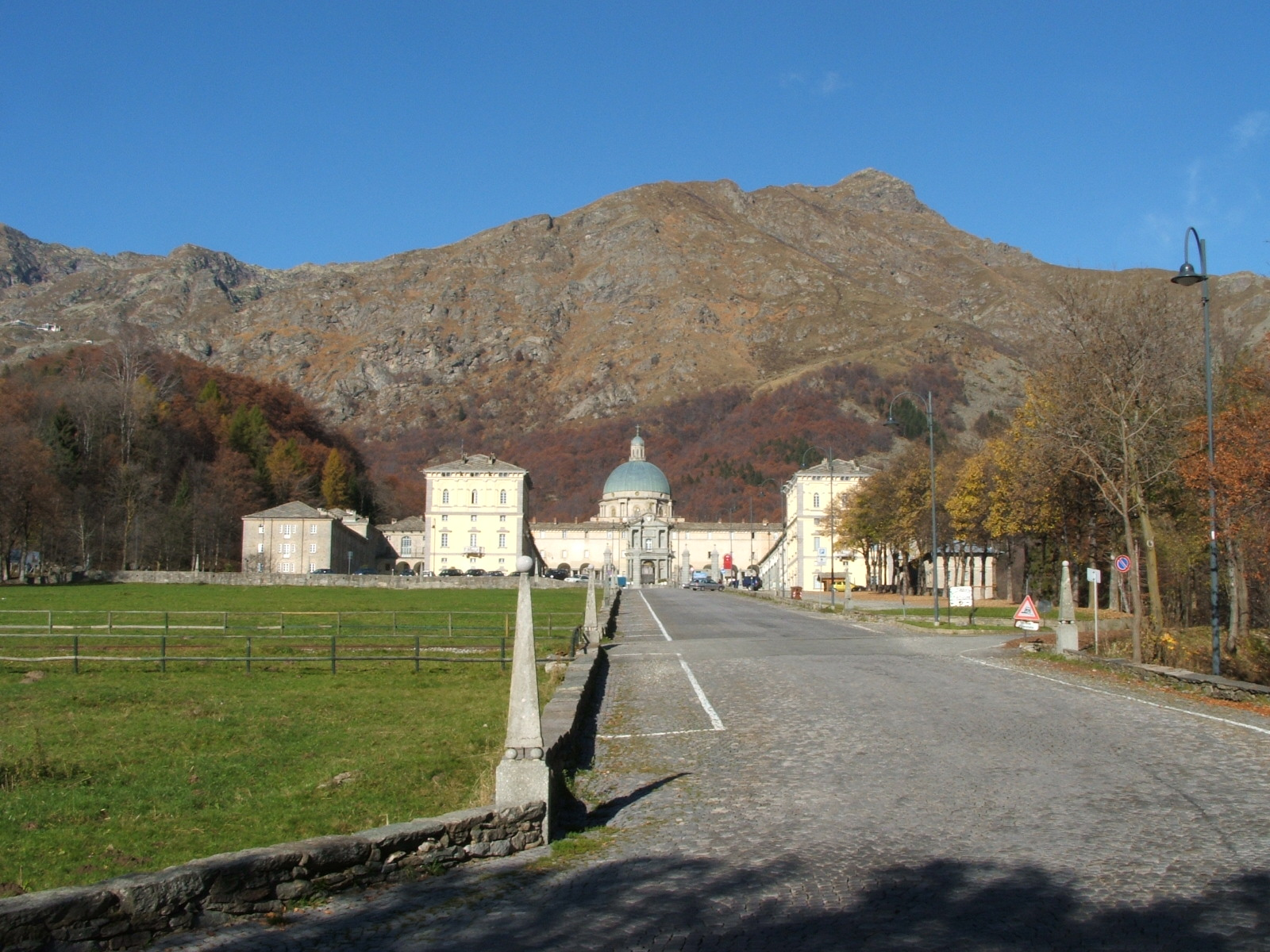
Il santuario d'Oropa

La diocesi di Biella (in latino Dioecesis Bugellensis) è una sede della Chiesa cattolica in Italia suffraganea dell'arcidiocesi di Vercelli appartenente alla regione ecclesiastica Piemonte. Nel 2022 contava 158 682 battezzati su 167 664 abitanti. È retta dal vescovo Roberto Farinella.
Il patrono della diocesi è santo Stefano.

## Territorio
La diocesi comprende quasi per intero la provincia di Biella e una piccola porzione della provincia di Vercelli. Confina a nord con la diocesi di Novara, a nord, a est e a sud con l'arcidiocesi di Vercelli, e a ovest con le diocesi di Ivrea e di Aosta.
Appartengono alla diocesi i comuni di Biella, Andorno Micca, Benna, Bioglio, Borriana, Callabiana, Camandona, Camburzano, Campiglia Cervo, Candelo, Casapinta, Cavaglià, Cerreto Castello, Cerrione, Coggiola, Cossato, Crosa, Donato, Dorzano, Gaglianico, Gifflenga, Graglia, Lessona, Magnano, Massazza, Mezzana Mortigliengo, Miagliano, Mongrando, Mosso, Mottalciata, Muzzano, Netro, Occhieppo Inferiore, Occhieppo Superiore, Pettinengo, Piatto, Piedicavallo, Pollone, Ponderano, Portula, Pralungo, Pray, Quaregna, Ronco Biellese, Roppolo, Rosazza, Sagliano Micca, Salussola, San Paolo Cervo, Sala Biellese, Sandigliano, Selve Marcone, Soprana, Sordevolo, Strona, Ternengo, Tollegno, Torrazzo, Trivero, Valdengo, Vallanzengo, Valle Mosso, Valle San Nicolao, Veglio, Verrone, Vigliano Biellese, Villanova Biellese, Viverone, Zimone e Zubiena; e il comune di Carisio in provincia di Vercelli.
Sede vescovile è la città di Biella, dove si trova la cattedrale di Santo Stefano. Nel territorio diocesano sorge anche il santuario di Oropa, basilica minore e meta di frequenti pellegrinaggi; altri celebri santuari alpini sono il santuario di Graglia e il santuario di San Giovanni d'Andorno.
Il territorio si estende su 804 km² ed è suddiviso in 114 parrocchie, raggruppate in 8 vicariati: Città, Cossatese, Pianura, Rovella, Triverese e Valle Sessera, Valle Cervo, Valle Elvo e Serra, Vallestrona.

## Storia
Il territorio della diocesi di Biella fu evangelizzato da sant'Eusebio nel IV secolo e fu sempre sottomesso ai vescovi di Vercelli. Tuttavia Biella era sede dell'importante capitolo di santo Stefano, di cui si hanno notizie a partire dal XII secolo.
Istituita la provincia civile di Biella nell'ambito del Regno di Sardegna, Carlo Emanuele III promosse presso la Santa Sede l'erezione di una nuova diocesi.
La diocesi fu eretta da papa Clemente XIV con la bolla Praecipua demandati del 1º giugno 1772, ricavandone il territorio dalla diocesi di Vercelli. L'inaugurazione solenne della diocesi fu compiuta il 4 e 5 luglio dello stesso anno dal vescovo di Ivrea Giuseppe Ottavio Pochettini. Originariamente era suffraganea dell'arcidiocesi di Torino.
Primo vescovo della nuova diocesi fu Giulio Cesare Viancini, traslato dalla sede di Sassari. Questi trasformò il "seminario della collegiata" di Santo Stefano, fondato nel 1524 come collegio degli Innocenti o dei Chiantri, in seminario diocesano e acquistò come residenza vescovile il palazzo dei Sapellani, attiguo alla cattedrale.
In occasione del riordino delle diocesi piemontesi voluto da Napoleone Bonaparte, la sede biellese fu soppressa da papa Pio VII il 1º giugno 1803 con il breve Gravissimis causis e incorporata nuovamente in Vercelli. Fu ristabilita da papa Pio VII con la bolla Beati Petri del 17 luglio 1817 e in quell'occasione la diocesi di Biella entrò a far parte della nuova provincia ecclesiastica dell'arcidiocesi di Vercelli e acquisì l'attuale fisionomia territoriale.
Dopo la restaurazione della diocesi fu nominato vescovo Bernardino Bollati, che nel 1825 celebrò il primo sinodo diocesano. Tra i religiosi, anch'essi soppressi durante il periodo napoleonico, ritornarono solo i preti dell'oratorio e i minori francescani. Più numerose erano invece le congregazioni religiose femminili; nel corso dell'Ottocento si stanziarono in diocesi, tra le altre, le Figlie di Maria Ausiliatrice, le rosminiane e le suore del Cottolengo.
Nonostante l'antico rito eusebiano, proprio dell'arcidiocesi di Vercelli, fosse stato soppresso nel 1575, nella cattedrale di Biella fino agli anni 1980 si è conservato l'uso di annunciare all'Epifania la data della Pasqua cantando Plebs sancta Deo deserviens, contenuto in un evangeliario cinquecentesco, che dal rito patriarchino era provenuto al rito eusebiano, al posto del Noveritis del Pontificale Romanum.

## Cronotassi dei vescovi
Si omettono i periodi di sede vacante non superiori ai 2 anni o non storicamente accertati.
- Giulio Cesare Viancini † (7 settembre 1772 - 22 ottobre 1796 deceduto)
- Giovanni Battista Canaveri, C.O. † (24 luglio 1797 - 1º giugno 1803 dimesso)
  - Sede soppressa (1803-1817)
- Bernardino Bollati, O.F.M.Obs. † (21 dicembre 1818 - 11 giugno 1828 deceduto)
- Placido Maria Tadini, O.C.D. † (28 settembre 1829 - 2 luglio 1832 nominato arcivescovo di Genova)
- Giovanni Pietro Losana † (30 settembre 1833 - 14 febbraio 1873 deceduto)
- Basilio Leto † (25 luglio 1873 - 19 dicembre 1885 dimesso[7])
- Domenico Cumino † (15 gennaio 1886 - 29 giugno 1901 deceduto)
- Giuseppe Gamba † (16 dicembre 1901 - 13 agosto 1906 nominato vescovo di Novara)
- Giovanni Andrea Masera † (19 agosto 1906 - 2 dicembre 1912 dimesso[8])
- Natale Serafino † (2 dicembre 1912 - 22 marzo 1917 nominato vescovo di Chiavari)
- Giovanni Garigliano † (22 marzo 1917 - 10 ottobre 1936 deceduto)
- Carlo Rossi † (7 dicembre 1936 - 15 febbraio 1972 ritirato)
- Vittorio Piola † (15 febbraio 1972 - 15 maggio 1986 dimesso)
- Massimo Giustetti † (3 dicembre 1986 - 13 luglio 2001 ritirato)
- Gabriele Mana (13 luglio 2001 - 27 luglio 2018 ritirato)
- Roberto Farinella, dal 27 luglio 2018

## Statistiche
La diocesi nel 2022 su una popolazione di 167 664 persone contava 158 682 battezzati, corrispondenti al 94,6% del totale.
| anno | popolazione | popolazione | popolazione | presbiteri | presbiteri | presbiteri | presbiteri                | diaconi | religiosi | religiosi | parrocchie |
| anno | battezzati  | totale      | %           | numero     | secolari   | regolari   | battezzati per presbitero | diaconi | uomini    | donne     | parrocchie |
| ---- | ----------- | ----------- | ----------- | ---------- | ---------- | ---------- | ------------------------- | ------- | --------- | --------- | ---------- |
| 1950 | 148 327     | 149 361     | 99,3        | 272        | 224        | 48         | 545                       |         | 118       | 686       | 123        |
| 1959 | 197 703     | 198 649     | 99,5        | 227        | 199        | 28         | 870                       |         | 96        | 490       | 124        |
| 1970 | 201 850     | 202 115     | 99,9        | 217        | 198        | 19         | 930                       |         | 24        | 452       | 126        |
| 1978 | 200 250     | 200 700     | 99,8        | 203        | 180        | 23         | 986                       |         | 46        | 384       | 126        |
| 1990 | 202 000     | 203 000     | 99,5        | 180        | 150        | 30         | 1 122                     | 11      | 48        | 400       | 114        |
| 1999 | 180 000     | 180 356     | 99,8        | 171        | 140        | 31         | 1 052                     | 25      | 52        | 352       | 114        |
| 2000 | 180 000     | 180 356     | 99,8        | 172        | 141        | 31         | 1 046                     | 28      | 54        | 352       | 114        |
| 2001 | 180 000     | 180 356     | 99,8        | 166        | 135        | 31         | 1 084                     | 27      | 54        | 352       | 114        |
| 2002 | 175 000     | 180 000     | 97,2        | 165        | 134        | 31         | 1 060                     | 27      | 54        | 352       | 114        |
| 2003 | 171 000     | 175 000     | 97,7        | 166        | 135        | 31         | 1 030                     | 26      | 52        | 293       | 114        |
| 2004 | 171 000     | 175 000     | 97,7        | 161        | 130        | 31         | 1 062                     | 26      | 52        | 286       | 114        |
| 2006 | 172 700     | 179 800     | 96,1        | 160        | 126        | 34         | 1 079                     | 25      | 59        | 235       | 114        |
| 2012 | 164 000     | 176 500     | 92,9        | 166        | 125        | 41         | 987                       | 28      | 60        | 192       | 114        |
| 2015 | 164 500     | 176 600     | 93,1        | 146        | 109        | 37         | 1 126                     | 26      | 85        | 219       | 114        |
| 2018 | 160 000     | 169 000     | 94,7        | 136        | 110        | 26         | 1 176                     | 24      | 73        | 196       | 114        |
| 2020 | 159 400     | 168 380     | 94,7        | 130        | 105        | 25         | 1 226                     | 26      | 67        | 187       | 114        |
| 2022 | 158 682     | 167 664     | 94,6        | 126        | 99         | 27         | 1 259                     | 29      | 61        | 119       | 114        |